# Jim Milisavljevic
Dragoljub Milisavljevic, detto Jim o Jimmy (Melbourne, 15 aprile 1951 – Melbourne, 24 febbraio 2022), è stato un calciatore australiano, di ruolo portiere.

## Carriera

### Club
Ha giocato nella prima divisione australiana.

### Nazionale
Ha partecipato ai Mondiali del 1974.